# Prominent getrennt – Die Villa der Verflossenen
Prominent getrennt – Die Villa der Verflossenen ist eine deutsche Reality-Show, in der getrennte Promi-Paare in einer Villa in Südafrika erneut aufeinandertreffen, um gemeinsam in verschiedenen Spielen um eine Siegsumme von anfangs 100.000 Euro zu kämpfen. Als Sieger der ersten Staffel konnten sich Marcus Muth und Meike Emonts durchsetzen. Die zweite Staffel gewann das getrennte Ehepaar Gloria und Nikola Glumac. In der dritten Staffel konnten sich Melina Hoch und Tim Kühnel durchsetzen.

## Konzept
Acht getrennte Promi-Paare kämpfen wiedervereint in diversen Spielen um ein Preisgeld von bis zu 100.000 Euro. Während der Dreharbeiten leben die Paare zusammen in einer Villa in Südafrika und müssen sich dort mit dem Ex-Partner ein gemeinsames kleines Bett teilen.
In den „Ex-Paar-Spielen“ können sich die Getrennten vor einer Nominierung und somit vor einer möglichen Rauswahl sichern. In regelmäßigen Nominierungsrunden bestimmen die Prominenten das Verliererpaar, das die Show anschließend verlassen muss.
Durch Fehler bei den zusätzlich stattfindenden „Gruppenspielen“ schrumpft immer wieder die Gewinnsumme. Hierfür bestimmt die Produktion im Vorfeld die dabei anzutretenden Teilnehmer.

## Staffel 1
Die ersten vier Folgen der ersten Staffel waren bei RTL ab dem 22. Februar 2022 jeweils dienstags um 20:15 Uhr zu sehen. Aufgrund schlechter Einschaltquoten wurden die restlichen vier Folgen ab dem 26. März nur im Nachtprogramm ausgestrahlt. Alle Folgen waren außerdem eine Woche vorab beim Streamingportal RTL+ für Abonnenten abrufbar.
Die Einschaltquoten der ersten Folge lagen bei insgesamt 1,37 Mio. Zuschauern und 11,4 % Marktanteil bei Zuschauern von 14 bis 49 Jahren.

### Teilnehmende
| Platz | Teilnehmer                                | Bekannt geworden als | Verließen die Show in Folge | Rausgewählt mit Stimmen               |
| ----- | ----------------------------------------- | --- | --------------------------- | ------------------------------------- |
| 1.    | Meike Emonts und Marcus Muth              | Teilnehmerin bei Der Bachelor, Bachelor in Paradise, Temptation Island und Beauty & The Nerd / Teilnehmer bei Temptation Island                                                      | 8                           | Sieger des Finalspiels                |
| 2.    | Dominik Wirlend und Sarah Joelle Jahnel   | Tennisprofi / Sängerin, Model, Teilnehmerin bei Deutschland sucht den Superstar, Promi Big Brother, Adam sucht Eva und Ich bin ein Star – Holt mich hier raus!                       | 8                           | Verlierer des Finalspiels             |
| 3.    | Doreen Dietel und Patrick Eid             | Schauspielerin bei Dahoam is Dahoam bis 2017, Teilnehmerin bei Ich bin ein Star – Holt mich hier raus! / –                                                                           | 8                           | Letzte im Spiel                       |
| 4.    | Luigi „Gigi“ Birofio und Michelle Daniaux | Teilnehmer bei Ex on the Beach und Kampf der Realitystars \| Teilnehmerin bei Temptation Island und Ex on the Beach (waren nach der Teilnahme bei Ex on the Beach kurzzeitig liiert) | 8                           | Letzte im Spiel                       |
| 5.    | Markus „Koki“ Kok und Cecilia Asoro       | Teilnehmer bei Take Me Out und Adam sucht Eva / Teilnehmerin bei Der Bachelor und Beauty & The Nerd                                                                                  | 7                           | Letzte im Spiel                       |
| 6.    | Robin Riebling und Lena Schiwiora         | Ex-Temptation Island-Paar | 6                           | 4 von 6                               |
| 7.    | Jenny Elvers und Alex Jolig               | Schauspielerin, Moderatorin, Teilnehmerin bei Ich bin ein Star – Holt mich hier raus!, Gewinnerin bei Promi Big Brother / Teilnehmer bei Big Brother, Sänger                         | 4                           | Ausstieg aus gesundheitlichen Gründen |
| 8.    | Serkan Yavuz und Carina Spack             | Ex-Bachelor in Paradise-Paar | 2                           | 4 von 8                               |

### Nominierungen
| Marcus & Meike | Serkan & Carina                | Doreen & Patrick             | Robin & Lena                                   | Platz 1                                        |
| Dominik & Sarah | Serkan & Carina                | Markus & Cecilia             | Robin & Lena                                   | Platz 2                                        |
| Doreen & Patrick | Markus & Cecilia               | Markus & Cecilia             | Robin & Lena                                   | Platz 3                                        |
| Gigi & Michelle | Serkan & Carina                | Doreen & Patrick             | Robin & Lena                                   | Platz 4                                        |
| Markus & Cecilia | Dominik & Sarah                | Doreen & Patrick             | Dominik & Sarah                                | ausgeschieden in Folge 7                       |
| Robin & Lena | Dominik & Sarah                | Doreen & Patrick             | Dominik & Sarah                                | rausgewählt in Folge 6                         |
| Jenny & Alex | Serkan & Carina                | Markus & Cecilia             | Auszug aus gesundheitlichen Gründen in Folge 4 | Auszug aus gesundheitlichen Gründen in Folge 4 |
| Serkan & Carina | Dominik & Sarah                | rausgewählt in Folge 2       | rausgewählt in Folge 2                         | rausgewählt in Folge 2                         |
| | Folge 2                        | Folge 4                      | Folge 5                                        | Folge 8 (Finale)                               |
| Freiwilliger Auszug |                                | Jenny & Alex                 |                                                |                                                |
| Nominierungs- schutz | Marcus & Maike Gigi & Michelle | Robin & Lena Gigi & Michelle | Gigi & Michelle Doreen & Patrick               |                                                |
| Rauswahl | Serkan & Carina                |                              | Robin & Lena                                   |                                                |
| Anmerkungen: Bei der zweiten Nominierungsrunde erhielten Doreen Dietel und Patrick Eid die meisten Stimmen. Jedoch mussten auf Anweisung der Produktion stattdessen Jenny Elvers und Alex Jolig die Villa verlassen, da sich Elvers zuvor bei den Spielen eine Fußverletzung zuzog. |                                |                              |                                                |                                                |

### Gewinnsumme
Die Gewinnsumme betrug zum Start der Show 100.000 Euro. Durch verlorene Gruppenspiele minimierte sich die Gewinnsumme.
| Folge | Verlorene Summe | neue Gewinnsumme |
| ----- | --------------- | ---------------- |
| 1     | 22.000 €        | 78.000 €         |
| 2     | 9.000 €         | 69.000 €         |
| 3     | 6.000 €         | 63.000 €         |
| 4     | 5.000 €         | 58.000 €         |
| 5     | 4.000 €         | 54.000 €         |
| 6     | 3.000 €         | 51.000 €         |
| 7     | 7.000 €         | 44.000 €         |

## Staffel 2
Am 25. November 2022 gab RTL die Fortsetzung von Prominent Getrennt bekannt. Die Auftakt-Folge wurde am 4. März 2023 um 0:10 Uhr im Spätprogramm von RTL ausgestrahlt. Die weiteren neun Folgen der Staffel sind wöchentlich nur für Abonnenten des Streamingportals RTL+ abrufbar.

### Teilnehmende
| Platz | Teilnehmer                                        | Bekannt geworden als | Verließen die Show in Folge | Rausgewählt mit Stimmen   |
| ----- | ------------------------------------------------- | --- | --------------------------- | ------------------------- |
| 1.    | Gloria und Nikola Glumac                          | Ex-Temptation-Island-Paar | 10                          | Sieger des Finalspiels    |
| 2.    | Sandra Janina van der Heide und Juliano Fernandez | Teilnehmerin bei Love Island und Temptation Island VIP / Teilnehmer bei Are You The One? und Temptation Island VIP                                                            | 10                          | Verlierer des Finalspiels |
| 3.    | Karina Wagner und Gustav Masurek                  | Ex-Bachelor-In-Paradise-Paar | 10                          | Letzte im Halbfinalspiel  |
| 4.    | Marlisa Rudzio und Fabio De Pasquale              | Teilnehmerin bei Temptation Island und Couple Challenge / Teilnehmer bei Temptation Island, Couple Challenge und Are You The One? – RSIL                                      | 9                           | Letzte im Spiel           |
| 5.    | Kate Merlan und Jakub Merlan-Jarecki              | Teilnehmerin bei Newtopia, Das Sommerhaus der Stars, Kampf der Realitytstars, Promis unter Palmen und Temptation Island VIP / Fußballer, Teilnehmer bei Temptation Island VIP | 9                           | Letzte im Spiel           |
| 6.    | Michelle Kaminsky und Marc-Robin Wenz             | Ex-Temptation-Island-Paar | 8                           | 4 von 6                   |
| 7.    | Stefanie Schanzleh und Silva Gonzalez             | Sänger der Gruppe Hot Banditoz | 6                           | 5 von 7                   |
| 8.    | Jenefer Riili und Matthias Höhn                   | Darstellerin bei Berlin – Tag & Nacht, Teilnehmerin bei Kampf der Realitystars / Darsteller bei Berlin – Tag & Nacht                                                          | 4                           | 7 von 16                  |

### Nominierungen
| Gloria & Nikola | Jenefer & Matthias | Jenefer & Matthias    | Stefanie & Silva       | Kate & Jakub           | Platz 1                  |
| Sandra & Juliano | Jenefer & Matthias | Michelle & Marc-Robin | Stefanie & Silva       | Michelle & Marc-Robin  | Platz 2                  |
| Karina & Gustav | Jenefer & Matthias | Jenefer & Matthias    | Stefanie & Silva       | Michelle & Marc-Robin  | Platz 3                  |
| Marlisa & Fabio | Jenefer & Matthias | Jenefer & Matthias    | Stefanie & Silva       | Michelle & Marc-Robin  | ausgeschieden in Folge 9 |
| Kate & Jakub | Gloria & Nikola    | Gloria & Nikola       | Gloria & Nikola        | Michelle & Marc-Robin  | ausgeschieden in Folge 9 |
| Michelle & Marc-Robin | Karina & Gustav    | Gloria & Nikola       | Stefanie & Silva       | Marlisa & Fabio        | rausgewählt in Folge 8   |
| Stefanie & Silva | Sandra & Juliano   | Gloria & Nikola       | Karina & Gustav        | rausgewählt in Folge 6 | rausgewählt in Folge 6   |
| Jenefer & Matthias | Sandra & Juliano   | Gloria & Nikola       | rausgewählt in Folge 4 | rausgewählt in Folge 4 | rausgewählt in Folge 4   |
| | Folge 3            | Folge 4               | Folge 6                | Folge 8                | Folge 10 (Finale)        |
| Nominierungsschutz | Stefanie & Silva   | Stefanie & Silva      | Sandra & Juliano       | Gloria & Nikola        |                          |
| Rauswahl |                    | Jenefer & Matthias    | Stefanie & Silva       | Michelle & Marc-Robin  |                          |
| Anmerkungen: - Die Frauen mussten in Folge 3 bei der ersten Nominierung ohne ihren Partner eine Nominierungsentscheidung treffen. Die Sendung endete ohne eine Rauswahl. - Die Männer mussten in Folge 4 bei der zweiten Nominierung ohne ihre Partnerin eine Nominierungsentscheidung treffen. Die Nominierungsstimmen wurden zu den in der Folge davor getroffenen Nominierungen addiert. |                    |                       |                        |                        |                          |

### Gewinnsumme
Die Gewinnsumme betrug zum Start erneut 100.000 Euro. Durch verlorene Gruppenspiele minimierte sich die Gewinnsumme.
| Folge | Verlorene Summe | neue Gewinnsumme |
| ----- | --------------- | ---------------- |
| 3     | 19.100 €        | 80.900 €         |
| 4     | 9.000 €         | 71.900 €         |
| 5     | 11.500 €        | 60.400 €         |
| 6     | 16.500 €        | 43.900 €         |
| 7     | 5.000 €         | 38.900 €         |
| 8     | 0 €             | 38.900 €         |

## Staffel 3
Am 3. April 2024 lief die Auftaktfolge der 3. Staffel von Prominent Getrennt auf RTL+, danach kam jeden Mittwoch eine neue Folge. Das Finale lief am 5. Juni 2024, wobei Melina Hoch und Tim Kühnel sich den Sieg holen konnten.

### Teilnehmende
| Platz | Teilnehmer                                     | Bekannt geworden als | Verließen die Show in Folge | Rausgewählt mit Stimmen               |
| ----- | ---------------------------------------------- | --- | --------------------------- | ------------------------------------- |
| 1.    | Melina Hoch und Tim Kühnel                     | Gewinnerin bei Love Island, Teilnehmerin bei Are You the One? – RSIL / Gewinner bei Love Island, Teilnehmer bei Kampf der Realitystars | 10                          | Sieger des Finalspiels                |
| 2.    | Sandra Sicora und Tommy Pedroni                | Teilnehmerin bei Ex on the Beach, CoupleChallenge, Temptation Island VIP und Are You the One? – RSIL / Teilnehmer bei Ex on the Beach, Are You the One? – RSIL, CoupleChallenge, Temptation Island VIP, Germany Shore, Reality Backpackers und The 50 | 10                          | Verlierer des Finalspiels             |
| 3.    | Chiara Fröhlich und Lukas Baltruschat          | Teilnehmerin bei Der Bachelor und Bachelor in Paradise / Teilnehmer bei Die Bachelorette und Kampf der Realitystars | 10                          | Letzte im Spiel                       |
| 4.    | Michelle Monballijn und Mike Cees              | Schauspielerin, Teilnehmerin bei Der Bachelor und Das Sommerhaus der Stars / Teilnehmer bei Temptation Island, Das Sommerhaus der Stars, Kampf der Realitystars und Das große Promi-Büßen                                                             | 10                          | Letzte im Spiel                       |
| 5.    | Sarah Liebich und Nico Thorsten Legat          | Teilnehmerin bei Temptation Island / Sohn von Thorsten Legat, Teilnehmer bei Temptation Island, RTL Turmspringen und The 50 | 9                           | Exitduell verloren                    |
| 6.    | Luisa Früh und Max Bornmann                    | Teilnehmerin bei Make Love, Fake Love / Teilnehmer bei Make Love, Fake Love, Are You the One? – RSIL und The 50 | 6                           | 3 von 6 Stimmen                       |
| 7.    | Gina Beckmann und Emily Katarzyna              | Teilnehmerin bei Big Brother und Ex on the Beach, Gewinnerin von CoupleChallenge / – | 4                           | 11 von 14 Stimmen                     |
| 8.    | Kim Virginia Hartung und Emanuell Weißenberger | Teilnehmerin bei Der Bachelor, Temptation Island, Bachelor in Paradise, Are You the One? – RSIL und Ich bin ein Star – Holt mich hier raus! / Teilnehmer bei Die Bachelorette, Bachelor in Paradise und Are You the One? – RSIL                       | 3                           | Rauswurf aufgrund körperlicher Gewalt |

## Staffel 4
Am 25. November 2024 wurden die Teilnehmer der 4. Staffel via Instagram bekanntgegeben. Die Ausstrahlung beginnt aber erst im Frühjahr 2025.

### Teilnehmende
| Platz | Teilnehmer                            | Bekannt geworden als | Verließen die Show in Folge | Rausgewählt mit Stimmen         |
| ----- | ------------------------------------- | --- | --------------------------- | ------------------------------- |
|       | Ariel und Giuliano Hediger            | Teilnehmerin bei Love Fool und The 50 / Teilnehmer bei Die Bachelorette (Schweiz) und Love Fool |                             |                                 |
|       | Laura Peukers und Jonny Jaspers       | Verführerin bei Temptation Island und Teilnehmerin bei Ex on the Beach und Fame Fighting Challenger / ehemaliger Darsteller bei Köln 50667, Verführer bei Temptation Island und Teilnehmer bei Ex on the Beach |                             |                                 |
|       | Jennifer Iglesias und Nico Müller     | Gewinnerin von Love Island, Teilnehmerin bei Promi Big Brother, Are You the One? – RSIL und Match my Ex / Gewinner von Love Island |                             |                                 |
|       | Jana Klein und Sidar Sahin            | Teilnehmerin bei Are You the One? / Teilnehmer bei Make Love, Fake Love und Are You the One? |                             |                                 |
|       | Babu und Felix Davidson               | Verführerin bei Temptation Island VIP und Teilnehmerin bei Beauty & The Nerd / Verführer bei Temptation Island und Teilnehmer bei Are You the One? – RSIL |                             |                                 |
|       | Adrian Loevenich und Justyna Pralina1 | Teilnehmer bei Temptation Island und Stranger Sins / Onlyfans-Model, Verführerin bei Temptation Island und Teilnehmerin bei Stranger Sins |                             |                                 |
| 7.    | Yeliz Koç und Jannik Kontalis         | Teilnehmerin bei Der Bachelor, Bachelor in Paradise, Das Sommerhaus der Stars, Kampf der Realitystars, Love Island VIP, Ich bin ein Star – Holt mich hier raus! und The 50, Protagonistin bei Make Love, Fake Love, Gewinnerin bei Promi Big Brother / Gewinner bei Make Love, Fake Love                                                                                    | 8                           | 4 von 7 Stimmen                 |
| 8.    | Marco Cerullo und Christina Grass     | ehemaliger Laiendarsteller bei Krass Schule – Die jungen Lehrer, Teilnehmer bei Die Bachelorette, Bachelor in Paradise, Ich bin ein Star – Holt mich hier raus!, CoupleChallenge, Das Sommerhaus der Stars, RTL Turmspringen und The 50 / Teilnehmerin bei Der Bachelor, Bachelor in Paradise, CoupleChallenge, Das Sommerhaus der Stars, My Style Rocks Germany und The 50 | 6                           | 4 von 8 Stimmen (Laura & Jonny) |
| 9.    | Alan Wey und Pamela Ghazal            | Protagonist der Schweizer-Ausgabe von Der Bachelor, Teilnehmer bei Bachelor in Paradise / Teilnehmerin bei Der Bachelor und Bachelor in Paradise | 4                           | 5 von 8 Stimmen                 |

1In Folge 6 als Nachrücker-Paar eingezogen